# NGC 7714
NGC 7714 ist eine aktive Balken-Spiralgalaxie mit ausgedehnten Sternentstehungsgebieten vom Hubble-Typ SBcd im Sternbild Fische auf der Ekliptik. Sie ist rund 130 Millionen Lichtjahre von der Milchstraße entfernt und hat einen Durchmesser von etwa 70.000 Lichtjahren und 90.000 Lj an den auseinandergezogenen Spiralarmen.
Die Galaxie bildet zusammen mit NGC 7715 ein wechselwirkendes Galaxienpaar, das als Arp 284 bezeichnet wird. Durch die Wechselwirkung hat NGC 7714 eine stark verzerrte Spirale, die eine Art Brücke zwischen den beiden Galaxien bilden. Diese sorgt dafür, dass Gas von der kleineren Galaxie in die Galaxie NGC 7714 strömt, was zu einer hohen Sternentstehungsrate führt. Halton Arp gliederte seinen Katalog ungewöhnlicher Galaxien nach rein morphologischen Kriterien in Gruppen. Dieses Galaxienpaar gehört zu der Klasse Doppelgalaxien mit Einströmung und Anziehung.
Die Typ-Ib-Supernovae 1999dn (19. September 1999) und SN 2007fo wurden hier beobachtet.
Entdeckt wurde das Objekt am 18. September 1830 von John Herschel.